# Tero Pitkämäki
Tero Pitkämäki (Ilmajoki, 19 de dezembro  de 1982) é um ex-atleta finlandês, campeão mundial e medalhista olímpico do lançamento de dardo.
Campeão mundial em Osaka 2007, ele conquistou uma medalha de bronze olímpica no ano seguinte em Pequim 2008. Seguiram-se mais duas medalhas em torneios globais, os Mundiais de Moscou 2013 e Pequim 2015. Ainda em 2015 ele foi campeão da Diamond League.
Em julho de 2007, durante a disputa da etapa de Roma da extinta Golden League (hoje Diamond League), no Estádio Olímpico, Tero escorregou durante o lançamento e lançou o dardo muito para a esquerda, atingindo o saltador de distância francês Salim Sdiri, que estava na área de aquecimento na lateral do gramado, no lado esquerdo das costas; Sdiri foi levado às pressas para o hospital. O dardo penetrou vários centímetros nas costas do atleta francês, roçando um rim, mas não houve problemas mais graves.